# Lanildut
Lanildut (tiếng Breton: Lannildud) là một xã của tỉnh Finistère, thuộc vùng Bretagne, miền tây bắc Pháp.

## Dân số
Người dân ở Lanildut được gọi là Lanildutiens.